# 王晓伟
王晓伟（俄語：Сяовэй Ван），曾任中国中央电视台与中国环球电视网时事评论员。

## 生平

### 教育经历
山东公路技师学院公路与桥梁专业9014班学生。从技校毕业十年后，王晓伟在2000年至2001年在莫斯科大学国际教育中心学习，2001至2007年在社会学系读硕士和副博士学位，2003年取得社会学硕士学位，2007年通过论文答辩，取得社会学副博士学位。副博士学位论文题为《中国从计划经济向社会主义市场经济转型的社会经济基础》。
2007年，以王晓伟在莫斯科国立大学“勤工俭学”经历为内容的北京卫视和广东卫视联合在莫斯科拍摄的大型纪实电视记录片《重返俄罗斯》播出。2008至2010年，在中共中央党校攻读中国哲学硕士学位，学位论文题为《先秦儒家产权伦理思想初探》 ，导师是中央党校哲学部战略室主任任俊华 ，同时期作为中央党校政治学博士后发表学术论文4篇。

### 职业生涯
王晓伟曾长期在中国公开场合宣传俄罗斯正面形象与弗拉基米尔·普京，维护俄罗斯国家利益。著有传记《走近普京》，对普京高度赞扬。民间智库“察哈尔学会”研究员，曾任中共中央党校博士后，中国中央电视台 CCTV12《法律讲堂》（文史版）主讲人、CCTV7军事频道《防务新观察》评论员、《中国日报》专栏作家（专栏现已清空），以“俄罗斯问题专家”的头衔接受中外媒体采访、发表论文、到北京大学演讲。
2017年起，王晓伟任中央电视台评论员。2019年任央视CCTV12节目《彼得大帝》主讲人，同年出版《走进普京》，罗援、张召忠在此书扉页写推荐。在2022年俄罗斯入侵乌克兰后接受大量采访，是马里乌波尔围城战亚速钢铁厂中“有大鱼”的炮制者。

## 身份造假
文件号：№483-22/119-03
签发日期：2022年12月16日
罗蒙诺索夫莫斯科国立大学社会学系声明——中国公民王晓伟与我系以及莫斯科大学没有任何关系。社会学系目前不存在包括中国公民在内的被任命为‘外籍教授’职务的外国公民。王晓伟在其公开活动中对自己身份的宣称仅代表其个人，与社会学系与莫斯科国立大学无关。
王晓伟微信公众号“晓伟看世界”发布的个人简介声称：2011年， 被“莫斯科大学评聘为副教授、外籍教授”，“任教于社会学系经济社会学与人口学教研室”。2016年起，在中国政法大学欧洲研究中心任“研究员”。王晓伟凭借“俄罗斯问题专家”这一头衔，曾经接受过新华社专特稿室、《人民日报》、《环球时报》等百余家报纸的采访。王晓伟自称“王羲之后人”、“2011年被聘为莫斯科国立大学外籍教授”、“2016年任中国政法大学欧洲研究中心研究员”、“高级工程师”、 “曾从事多年的警察和法官工作，在中央企业任高管，负责执行中俄、中乌间的大型国家项目”、 “致力于俄罗斯问题研究近二十年”。
2022年12月在俄罗斯前总统德米特里·梅德韦杰夫访华前夕被曝出学者身份造假。2022年12月16日，莫斯科大学社会学系发表声明，否认有存在叫“王晓伟”的外籍教授。次日，中国政法大学欧洲研究中心亦声明称未聘请“王晓伟”为研究员。王晓伟曾经以该机构“研究员”的身份，在2017年于《贵州社会科学》发表题为《俄罗斯在乌克兰冲突中的危机决策研究》的论文，合作作者为中国现代国际关系研究院的段君泽。
2022年12月18日上午，王晓伟声称“当天进行了报警处理”、“已经立案”、“请了律师准备起诉诬告和诽谤”。18日下午，其个人微信公众号 “晓伟看世界”声称其2011年11月9日起为莫斯科国立大学社会学系聘为副教授（客座教授），并时任系主任多博林考夫2011年11月9日签发的第106/248号文件为据。然而，并未回应其伪造的中国政法大学“研究员”身份。21日，莫斯科国立大学社会学系再次向《红星新闻》记者确认，王晓伟教育文凭属实，但未任职“外籍教授”。